# Bala (Ontario)
Bala gehört zu Muskoka Lakes und liegt im Muskoka District Municipality in Ontario, Kanada.
Früher selbständig, kam der Ort 1971 durch den Zusammenschluss von mehreren kleineren Gemeinden zur Gemeinde Muskoka Lakes. Heute ist der Tourismus die Haupteinnahmequelle. Führungen informieren über den Anbau und die Ernte der zahlreichen riesigen Cranberry-Felder und Kulturen.
In Ontario wird der Ort als Ontarios Cranberry-Hauptstadt bezeichnet. Jedes Jahr im Herbst wird das Bala Cranberry Festival am Wochenende nach dem kanadischen Thanksgiving gefeiert.